# North Highlands
North Highlands és una concentració de població designada pel cens dels Estats Units a l'estat de Califòrnia. Segons el cens del 2000 tenia 44.187 habitants.

## Demografia
Segons el cens del 2000, North Highlands tenia 44.187 habitants, 15.389 habitatges, i 10.741 famílies. La densitat de població era de 1.332,9 habitants/km².
Dels 15.389 habitatges en un 37,2% hi vivien nens de menys de 18 anys, en un 42,4% hi vivien parelles casades, en un 20% dones solteres, i en un 30,2% no eren unitats familiars. En el 22,8% dels habitatges hi vivien persones soles el 7% de les quals corresponia a persones de 65 anys o més que vivien soles. El nombre mitjà de persones vivint en cada habitatge era de 2,83 i el nombre mitjà de persones que vivien en cada família era de 3,31.
Per edats la població es repartia de la següent manera: un 30,9% tenia menys de 18 anys, un 11% entre 18 i 24, un 29,5% entre 25 i 44, un 17,9% de 45 a 60 i un 10,8% 65 anys o més.
L'edat mediana era de 30 anys. Per cada 100 dones de 18 o més anys hi havia 91,4 homes.
La renda mediana per habitatge era de 32.278 $ i la renda mediana per família de 32.855 $. Els homes tenien una renda mediana de 28.159 $ mentre que les dones 24.996 $. La renda per capita de la població era de 14.109 $. Entorn del 18,6% de les famílies i el 22,8% de la població estaven per davall del llindar de pobresa.

## Poblacions més properes
El següent diagrama mostra les poblacions més properes.